# Aristobulus Minor
Aristobulus Minor, död efter 44 e.Kr., var en herodiansk prins, son till Aristobulus IV. 
Han växte upp i Rom, där han blev personlig vän med kejsar Claudius. Han hade aldrig någon politisk maktposition utan levde som privatperson. Han låg i konflikt med sin bror Agrippa I och tvingade denne att lämna asylen hos Flaccus när Agrippa stod åtalad för mutbrott, vilket ledde till att Agrippa kunde åtalas för brottet.